# Fairlie (Nieuw-Zeeland)
Fairlie is een plaats in de regio Canterbury op het Zuidereiland van Nieuw-Zeeland. Het is een service plaats in het Mackenzie District op 48 kilometer van Lake Tekapo aan de weg tussen Christchurch en Queenstown. Hierdoor is het toerisme een groeiende bron van inkomsten voor het plaatsje.
Fairlie werd oorspronkelijk aangeduid als Fairlie's Creek en is waarschijnlijk vernoemd naar Fairlie in Schotland.
Van 1884 tot 1968 had Fairlie een spoorlijnverbinding.